# Vysoká (Chrastava)

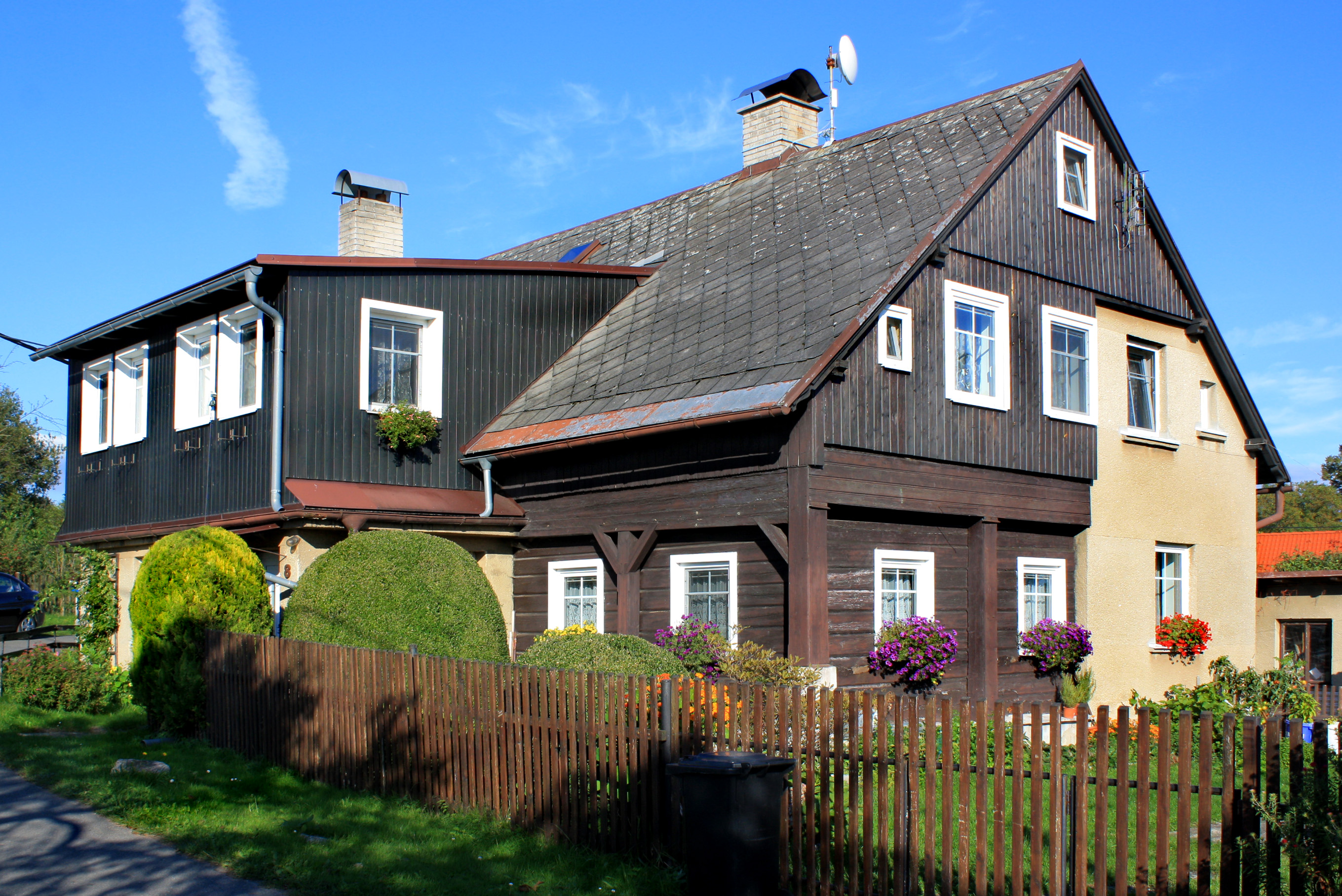
Umgebindehaus in Vysoká

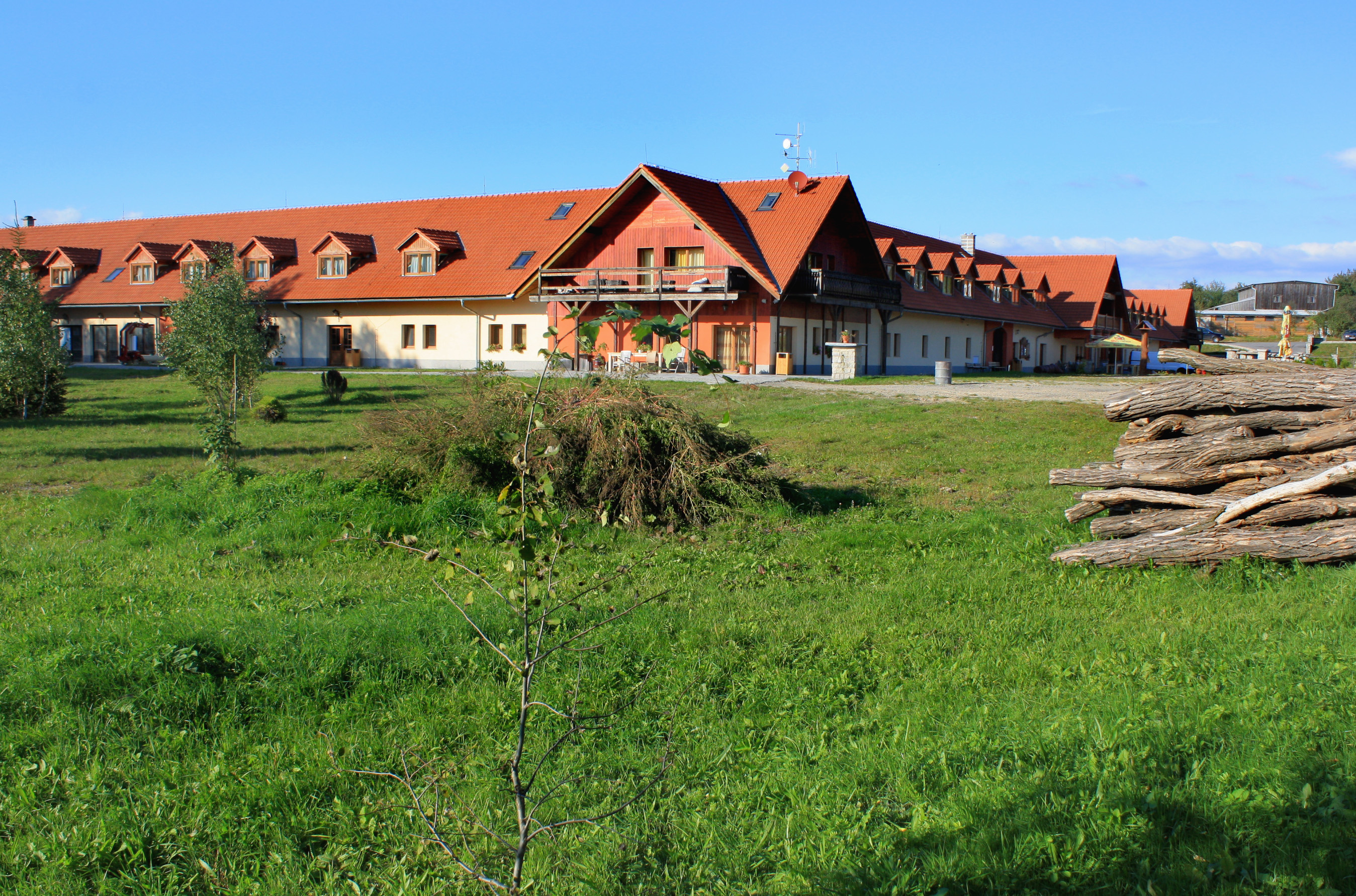
Pferdefarm und Hotel Liberec

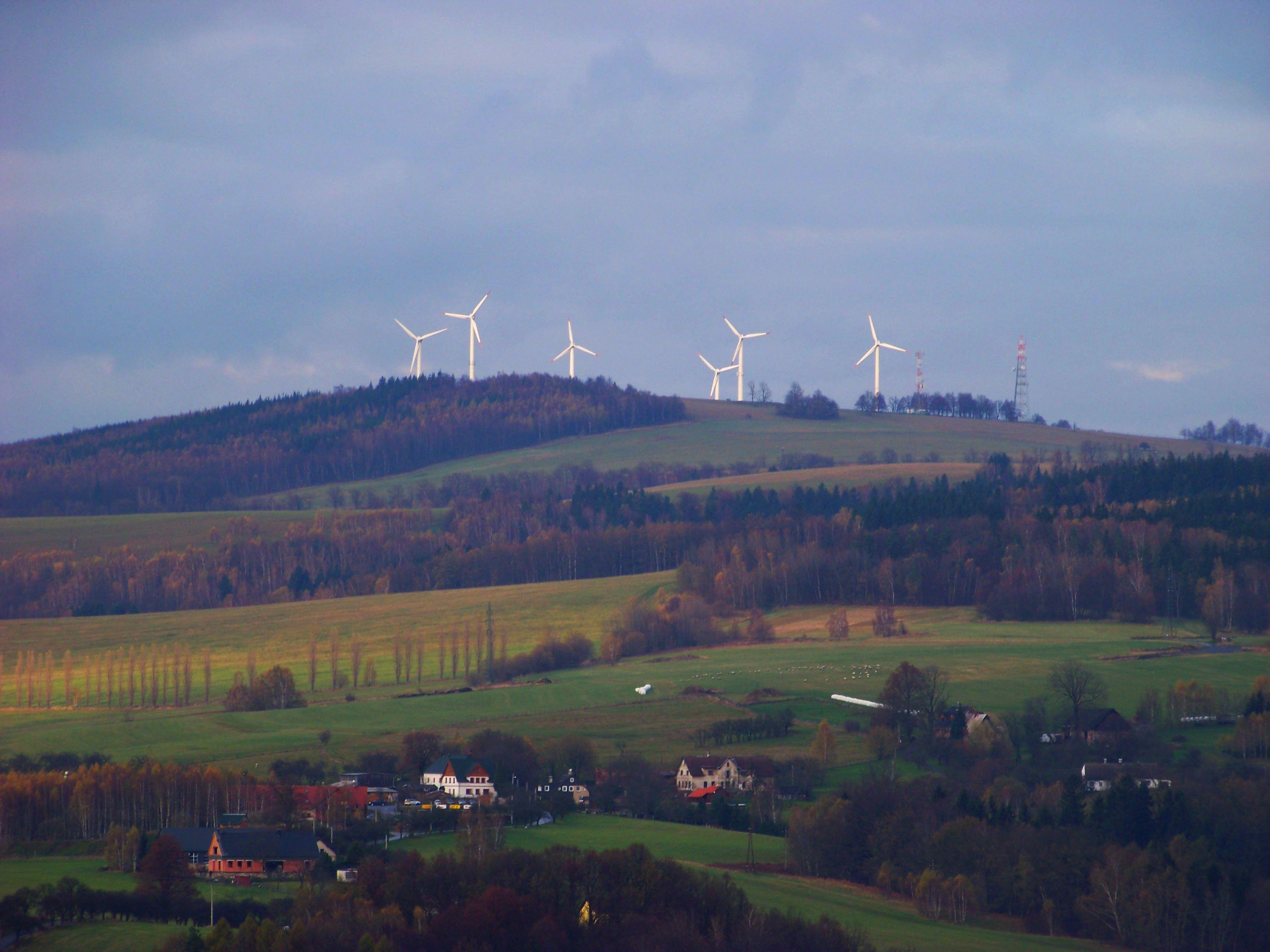
Blick von Chrastava auf Vysoká und den Lysý vrch

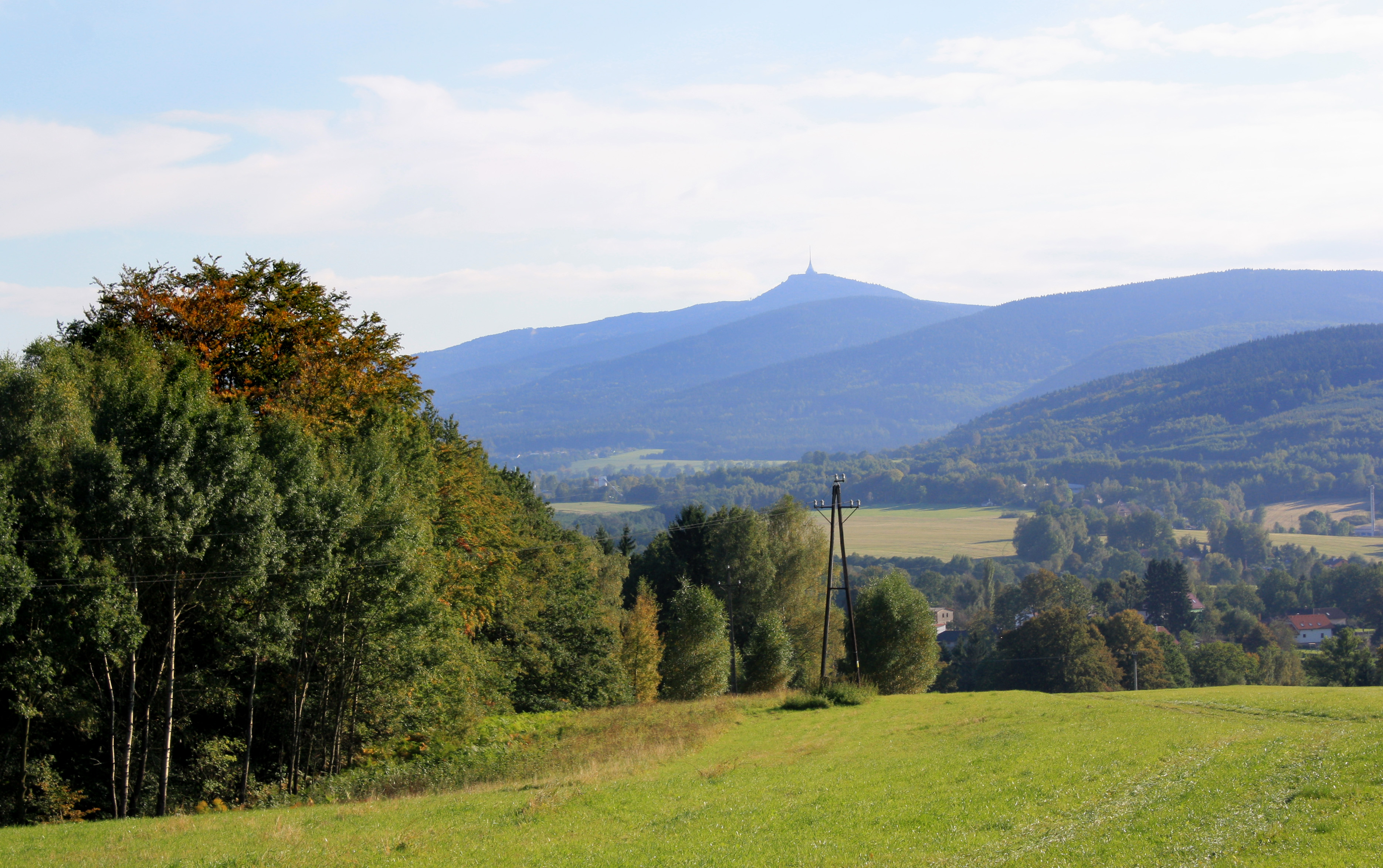
Blick von Vysoká zum Ještěd

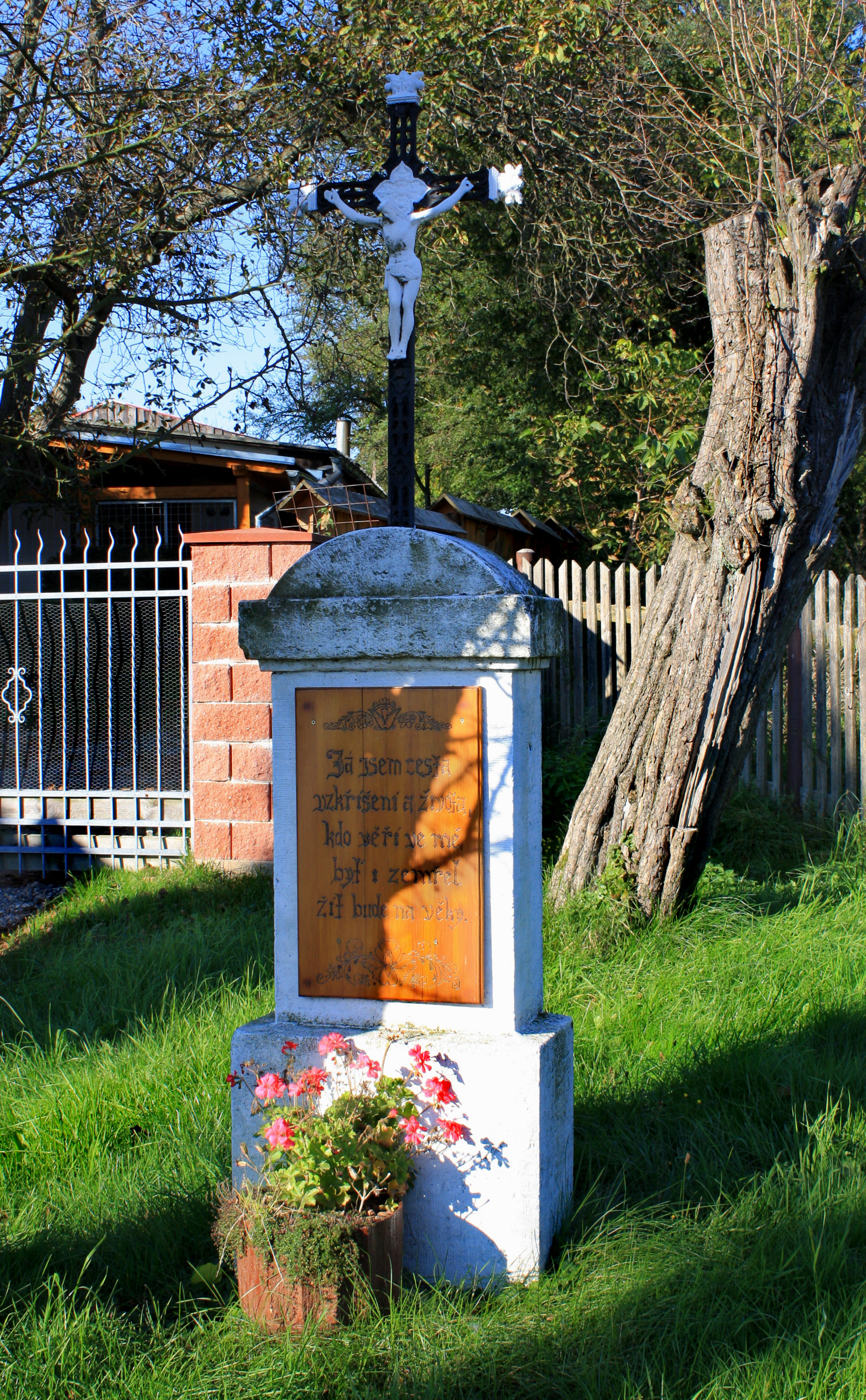
Wegkreuz

Vysoká (deutsch Hohendorf) ist ein Ortsteil der Stadt Chrastava in Tschechien. Er liegt zwei Kilometer nordöstlich des Stadtzentrums von Chrastava und gehört zum Okres Liberec. 

## Geographie
Vysoká liegt in den westlichen Ausläufern des Isergebirges. Die Streusiedlung befindet sich rechtsseitig über dem Tal der Jeřice (Görsbach) auf einer Anhöhe, die im Osten vom Polní potok (Saugraben), im Norden vom Bach Od Kameniště und westlich vom Vítkovský potok (Wittigbach) umflossen wird. Nördlich erheben sich der Výhledy (Gickelsberg, 569 m) und der Vítkovský kopec (Wittigberg, 503 m), im Nordosten der Spálený vrch (Brandberg, 581 m), der Lysý vrch (Kahleberg, 643 m) und die Kameniště (Neundorfer Steinberg, 608 m), östlich der Závětří (432 m), im Südosten der Novoveský vrch (Neudörfler Berg, 511 m) sowie südlich die Ovčí hora (Schafberg, 496 m).
Nachbarorte sind Polní und Horní Vítkov im Norden, Vysoký und Albrechtice u Frýdlantu im Nordosten, Růžek und Nová Ves im Osten, Horní Chrastava im Süden, Chrastava und Dolní Chrastava im Südwesten, Pekařka im Westen sowie Dolní Vítkov im Nordwesten. 

## Geschichte
Die erste schriftliche Erwähnung von Hundorf erfolgte im Jahre 1411. Auf einer Karte des Bunzlauer Kreises (Regni bohemiae circulus boleslavensis) aus dem Jahre 1770 ist das Dorf noch als Hundorf verzeichnet. Der Ortsname Hohendorf lässt sich erstmals 1786 in Jaroslaus Schallers Topographie des Königreichs Böhmen nachweisen. Zu dieser Zeit bestand das zur Herrschaft Grafenstein gehörige Dorf aus sieben Anwesen. Seine Bewohner lebten von der Landwirtschaft.
Im Jahre 1832 bestand Hohendorf aus acht Häusern mit 64 deutschsprachigen Einwohnern. Das kleine Dorf gehörte zum Gemeindegericht Ober-Kratzau. Pfarrort war Kratzau. Bis zur Mitte des 19. Jahrhunderts blieb Neudörfel der Allodialherrschaft Grafenstein untertänig.
Nach der Aufhebung der Patrimonialherrschaften bildete Hohendorf ab 1850 einen Ortsteil der Gemeinde Ober-Kratzau / Hořejší Chrastava im Bunzlauer Kreis und Gerichtsbezirk Kratzau. Ab 1868 gehörte das Dorf zum Bezirk Reichenberg. Seit dem Ende des 19. Jahrhunderts verdiente sich ein Teil der Einwohner seinen Lebensunterhalt durch Lohnarbeit in den Kratzauer Fabriken. Seit 1924 wurde auch der tschechische Ortsname Vysoká verwendet. Nach dem Münchner Abkommen erfolgte 1938 die Angliederung an das Deutsche Reich; bis 1945 gehörte Hohendorf zum Landkreis Reichenberg. Nach dem Ende des Zweiten Weltkrieges kam Vysoká zur Tschechoslowakei zurück. In den Jahren 1946 und 1947 wurden die meisten deutschböhmischen Bewohner vertrieben. Die meisten Häuser des kleinen Dorfes blieben seit dieser Zeit unbewohnt. 1948 wurde Vysoká zusammen mit Horní Chrastava nach Chrastava eingemeindet und zugleich dem Okres Liberec-okolí zugeordnet. Seit 1960 gehört das Dorf wieder zum Okres Liberec. Im Jahre 1991 hatte Vysoká keine ständigen Einwohner. 1992 begann das Ehepaar Havlíček am westlichen Rand von Vysoká mit dem Bau der größten europäischen Zuchtstation für Achal-Tekkiner. Auf dem zugehörigen 150 ha großen Gelände sollte noch ein Safari-Komplex mit Hotel, Gaststätte, Sportanlagen und Tierklinik entstehen. Realisiert wurde nur die Zuchtstation mit knapp 200 Rassepferden, die 1995 in Konkurs geriet. Ende 2003 ersteigerte die Familie Svoboda das Objekt und richtete darin die Pferdefarm Vysoká ein, die 2009 um das Hotel Liberec erweitert wurde.
Im Jahre 2001 bestand das Dorf aus acht Wohnhäusern, in denen 22 Menschen lebten. Insgesamt besteht der Ort aus 18 Häusern, die größtenteils zu Erholungszwecken genutzt werden. 

## Ortsgliederung
Vysoká ist Teil des Katastralbezirkes Horní Chrastava. 

## Sehenswürdigkeiten
- Wegkreuz
- Von Vysoká bietet sich nach Süden eine weite Aussicht über das von Jeřice und Neiße durchflossene Grottauer Becken (Hrádecká pánev) zum Jeschkenkamm.